# Micropholcus bukidnon
Espèce
Micropholcus bukidnon est une espèce d'araignées aranéomorphes de la famille des Pholcidae.

## Distribution
Cette espèce est endémique de Mindanao aux Philippines,. Elle se rencontre vers Maramag et Quezon.

## Description
Le mâle holotype mesure 2,8 mm.

## Systématique et taxinomie
Cette espèce a été décrite par Huber en 2024.

## Étymologie
Son nom d'espèce lui a été donné en référence au lieu de sa découverte, la province de Bukidnon.

## Publication originale
- Huber & Meng, 2024 : « Old World Micropholcus spiders, with first records of acrocerid parasitoids in Pholcidae (Araneae). » ZooKeys, vol. 1213, p. 95-182 (texte intégral).